# Chomutovsko-teplická pánev
Chomutovsko-teplická pánev je geomorfologický podcelek v západní části Mostecké pánve v okresech Chomutov, Most, Teplice, Ústí nad Labem a okrajově také v okresech Děčín a Louny v Ústeckém kraji. Nejvyšším vrcholem je Salesiova výšina (422 m n. m.) u Oseka, ale nejvyšší bod se nachází ve výšce 450 m n. m. jihozápadně od Libouchce.

## Poloha a sídla
Podcelek má protáhlý tvar od jihozápadu k severovýchodu na úpatí Krušných hor a rozkládá se přibližně mezi Kláštercem nad Ohří na jihu a Jílovým na severu. Západní okraj vymezují města Chomutov, Jirkov, Litvínov, Osek, Hrob a Krupka. Na východě pánev zasahuje k Ústí nad Labem, Teplicím, Bílině a Mostu.

## Charakter území

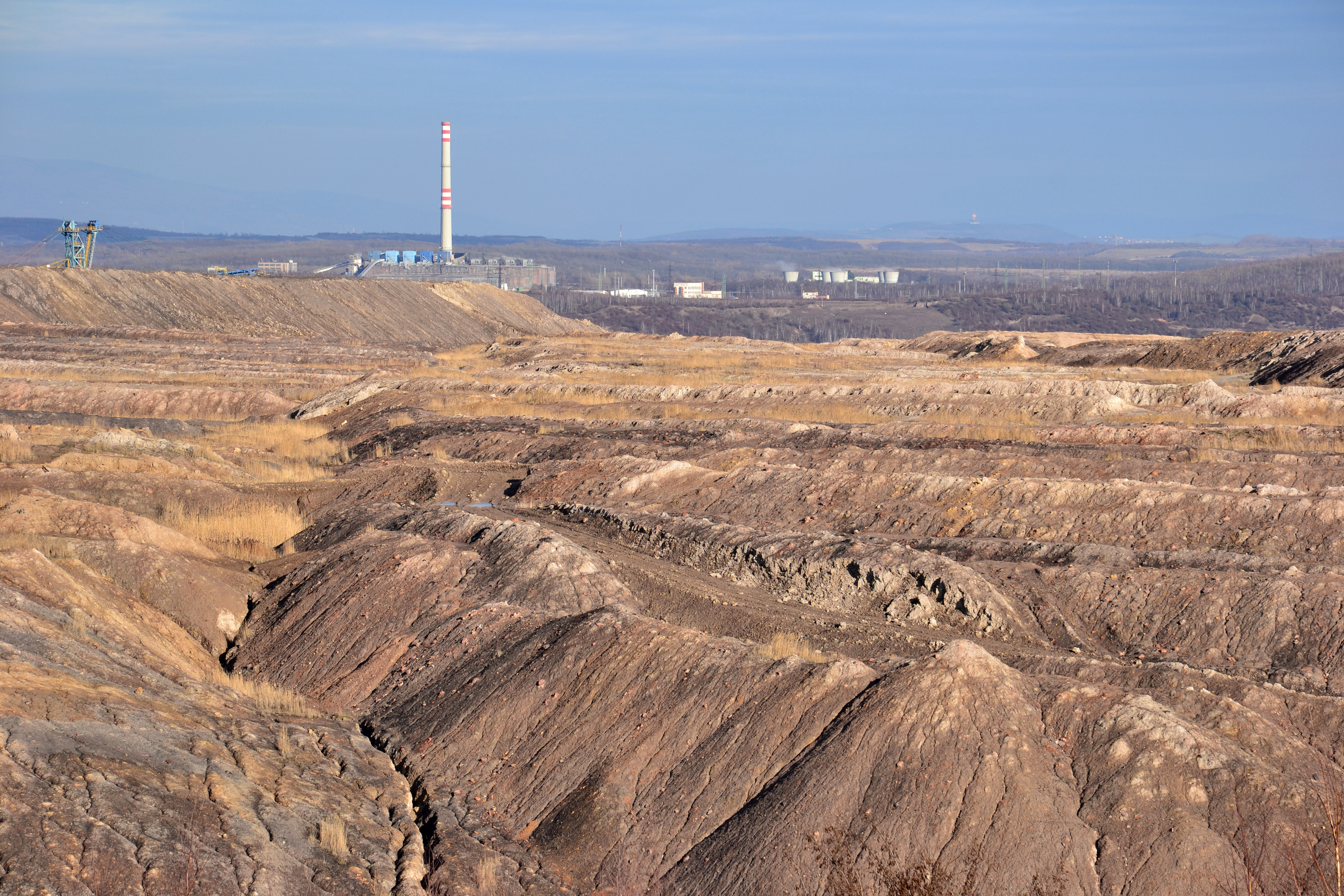
Výsypka Lomu Vršany

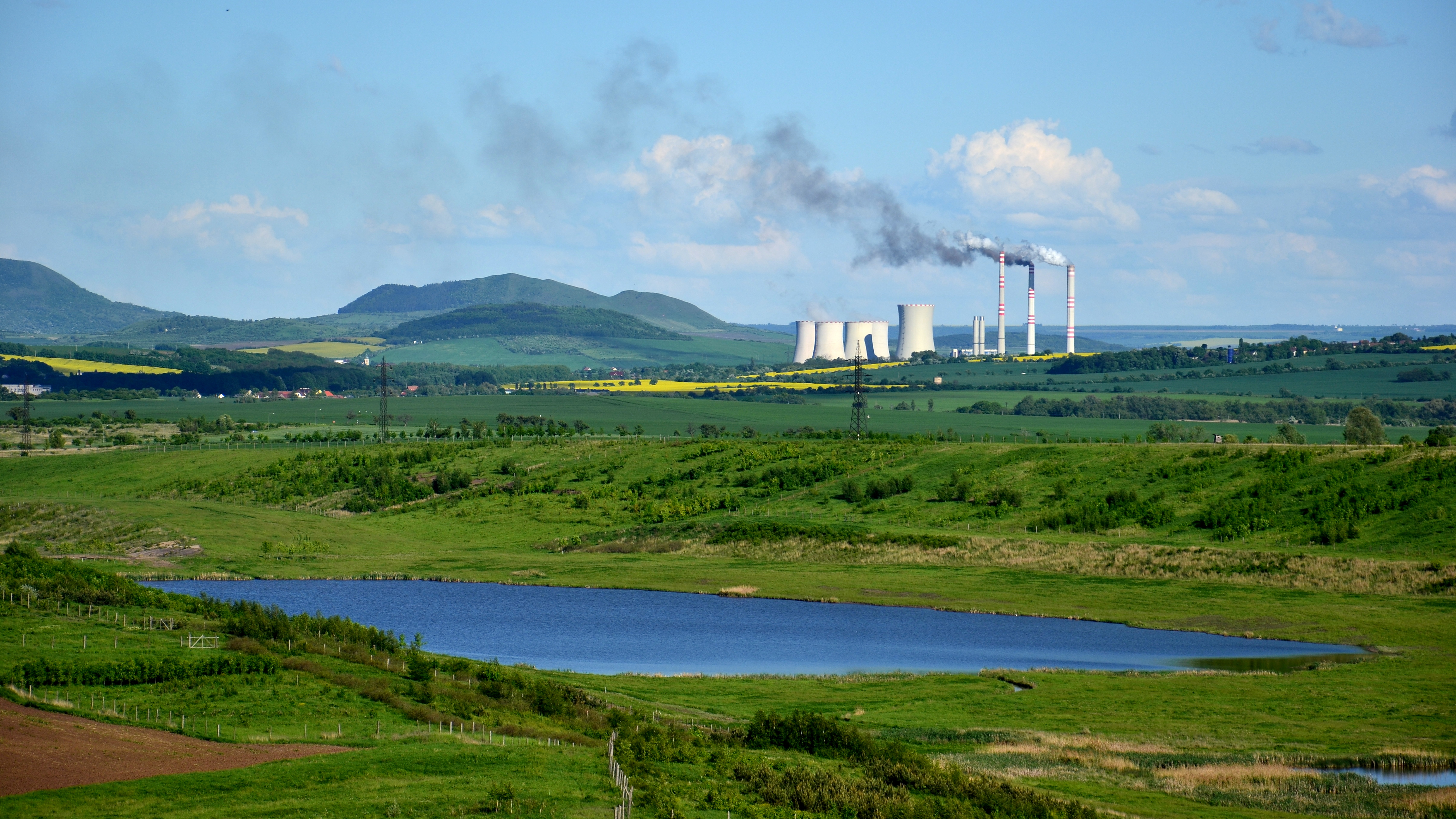
Zrekultivovaná výsypka mezi Strupčicemi a Malý Březnem

Pánev je částí příkopové propadliny podél oherského riftu. Tvoří ji třetihorní horniny (micenní jezerní jíly, pískovce, písky a uhelné sloje) překryté čtvrtohorními sedimenty. Místy se vyskytují také horniny oherského krystalinika a třetihorní vulkanity. Na nich se vytvořil erozně denudační reliéf široce otevřených údolí Ohře, Bíliny a jejich přítoků s říčními terasami, mírnými svahy a údolními nivami. Zejména úpatí Krušných hor lemují náplavové kužely a  úpatní haldy. Charakteristickým znakem krajiny jsou antropogenní tvary způsobené těžbou uhlí a činností průmyslu: lomy, výsypky a usazovací nádrže.

## Geomorfologické členění
Podcelek má podle členění Jaromíra Demka označení IIIB-3B a náleží do geomorfologického celku Mostecká pánev. Dále se člení na okrsky (od západu k východu): Klášterecká kotlina, Březenská pánev, Údlická kotlina, Jirkovská pánev, Komořanská kotlina, Duchcovská pánev, Chabařovická pánev a Libouchecká brázda. Na východě sousedí s podcelkem Loučenská hornatina na západě, Děčínskými stěnami na severu, Verneřickým středohořím, Milešovským středohořím a Žateckou pánví na východě a s celkem Doupovské hory na jihu.

## Vrcholy
- Černý vrch (407 m), Březenská pánev
- Farářka (359 m), Březenská pánev
- Salesiova výšina (422 m), Duchcovská pánev
- Údlické doubí (367 m), Jirkovská pánev